# 대한민국 민법 제678조
대한민국 민법 제678조는 우수현상광고에 대한 민법조문이다.

## 조문
제678조(우수현상광고) ① 광고에 정한 행위를 완료한 자가 수인인 경우에 그 우수한 자에 한하여 보수를 지급할 것을 정하는 때에는 그 광고에 응모기간을 정한 때에 한하여 그 효력이 생긴다.
②전항의 경우에 우수의 판정은 광고 중에 정한 자가 한다. 광고 중에 판정자를 정하지 아니한 때에는 광고자가 판정한다.
③우수한 자 없다는 판정은 이를 할 수 없다. 그러나 광고 중에 다른 의사표시가 있거나 광고의 성질상 판정의 표준이 정하여져 있는 때에는 그러하지 아니하다.
④응모자는 전2항의 판정에 대하여 이의를 하지 못한다.
⑤수인의 행위가 동등으로 판정된 때에는 제676조제2항의 규정을 준용한다.

第678條(優秀懸賞廣告) ① 廣告에 定한 行爲를 完了한 者가 數人인 境遇에 그 優秀한 者에 限하여 報酬를 支給할 것을 定하는 때에는 그 廣告에 應募期間을 定한 때에 限하여 그 效力이 생긴다.
②前項의 境遇에 優秀의 判定은 廣告 中에 定한 者가 한다. 廣告 中에 判定者를 定하지 아니한 때에는 廣告者가 判定한다.
③優秀한 者 없다는 判定은 이를 할 수 없다. 그러나 廣告 中에 다른 意思表示가 있거나 廣告의 性質上 判定의 標準이 定하여져 있는 때에는 그러하지 아니하다.
④應募者는 前2項의 判定에 對하여 異議를 하지 못한다.
⑤數人의 行爲가 同等으로 判定된 때에는 第676條第2項의 規定을 準用한다.

## 참고 문헌
- 오현수, 일본민법, 진원사, 2014. ISBN 9788963463452
- 오세경, 대법전, 법전출판사 , 2014 ISBN 9788926210277
- 이준현 , LOGOS 민법 조문판례집, 미래가치, 2015. ISBN 9791155020869

## 같이 보기
- 현상광고